# Mindura confusa
Mindura confusa är en insektsart som beskrevs av William Lucas Distant 1910. Mindura confusa ingår i släktet Mindura och familjen Nogodinidae. Inga underarter finns listade i Catalogue of Life.